# Tyman Arentsz Cracht

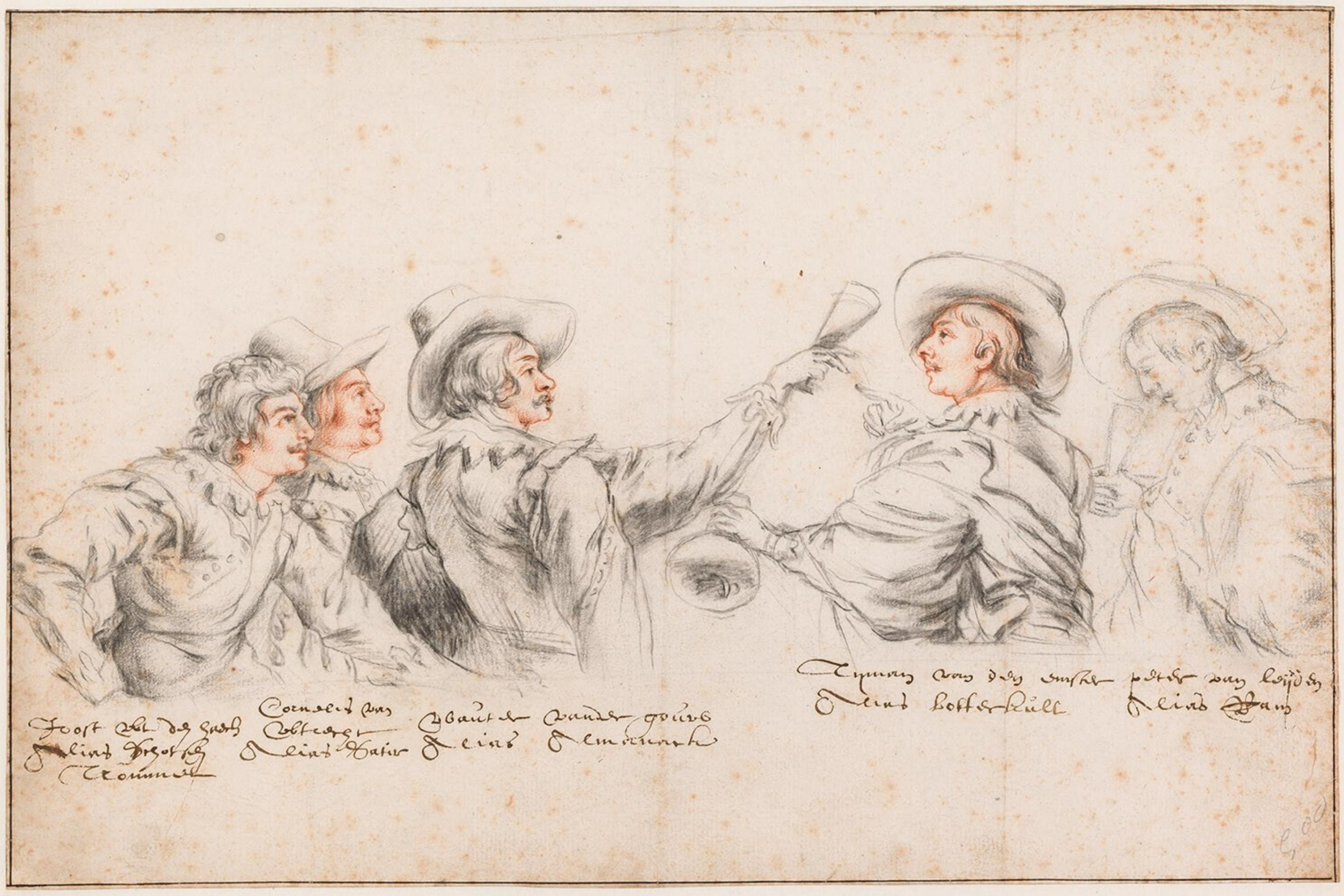
Anonymní kresba v muzeu Boijmans Van Beuningen, Rotterdam. Zleva doprava: Joost z Haagu (přezdívka:Schotsen trommel), Cornelis van Poelenburch z Utrechtu (přezdívka: Satier), Wouter (Crabeth) z Gou (přezdívka:Almanack), Tyman (Cracht) z Emsteru (přezdívka: Botterkull) a Peter z Leidenu (přezdívka:Ram).

Tyman Arentsz. Cracht (mezi 1590 a 1600, Wormer – 1646, Haag) byl nizozemský malíř, který se specializoval na malby krajin a historických obrazů. V Bentvuegels měl přezdívku Botterkul.

## Život
O jeho malířských počátcích není nic známo. V letech 1620 nebo 1621 cestoval do Říma. Byl jedním ze zakládajících členů Bentvueghels, sdružení hlavně nizozemských a vlámských umělců, kteří pracovali v Římě. Pro členy skupiny Bentvueghels bylo obvyklé přijmout přitažlivou přezdívku, tzv. Ohnuté jméno. Cracht dostal jméno 'Botterkull' nebo 'Botterkul', což může být odkaz na holandskou sladkost 'Boterbal' (máslová nebo krémová koule). Jeho portrét se objevuje na jednom z listů s portréty Bentvueghels, které jsou nyní v muzeu Boijmans Van Beuningen v Rotterdamu. Cracht je zobrazen s následujícími členy Bentveughels: Joost z Haagu, Cornelis van Poelenburch, Wouter Crabeth II a Peter z Leidenu. Samotný Cracht je v listinách označován jako 'Tyman (Cracht) van den Emster alias Botterkull'. Výraz 'van den Emster' označuje osobu z nizozemské provincie Drenthe. Což je poněkud problematické, neboť Cracht se narodil ve Wormeru v provincii Noord-Holland, ale ve Wormeru měl švagra. Cracht byl blízkým přítelem Davida de Haena, dalšího člena skupiny Bentvueghels.
V roce 1626 vstoupil Cracht do bratrstva Collegio Teutonico. Spolu s malířem Cornelisem Schutem pracoval od 13. ledna 1627 pro Giorgio Pescatoriho, italského bankéře a patrona vlámského původu. Maloval pro něho fresky v jeho vile ve Frascati, tzv. 'Casino Pescatore'.
V Římě byl Cracht až do roku 1631. Poté odcestoval do Haagu, kde se stal členem místního cechu Svatého Lukáše a byl jeho hlavou (Hoofdman) v letech 1634 až 1636 a pak ještě v roce 1640. V roce 1636 se v Haagu stal jeho žákem Abraham van Beijeren. V roce 1638 pracoval na výzdobě paláce Huis Honselaarsdijk pro Frederika Hendrika, prince Oranžského. V roce 1642 byl zapsán jako člen milice tzv. Schutterij v Haagu. Dne 9. května 1646 byl jeho majetek v Haagu vydražen.

## Dílo
Tyman Arentsz Cracht byl znám jako krajinář a malíř obrazů s historickými náměty. Maloval také portréty. Jeho tvorba byla ovlivněna Caravaggiem.